# Болейн, Джеффри
Сэр Джеффри Болейн (англ. Geoffrey или Jeffery Boleyn; 1405 или 1406—1463) — английский купец, служивший лорд-мэром Лондона в 1457—1458 годах. Предок английских королев: Анны Болейн и её дочери Елизаветы I Тюдор.

## Биография

### Происхождение и семья

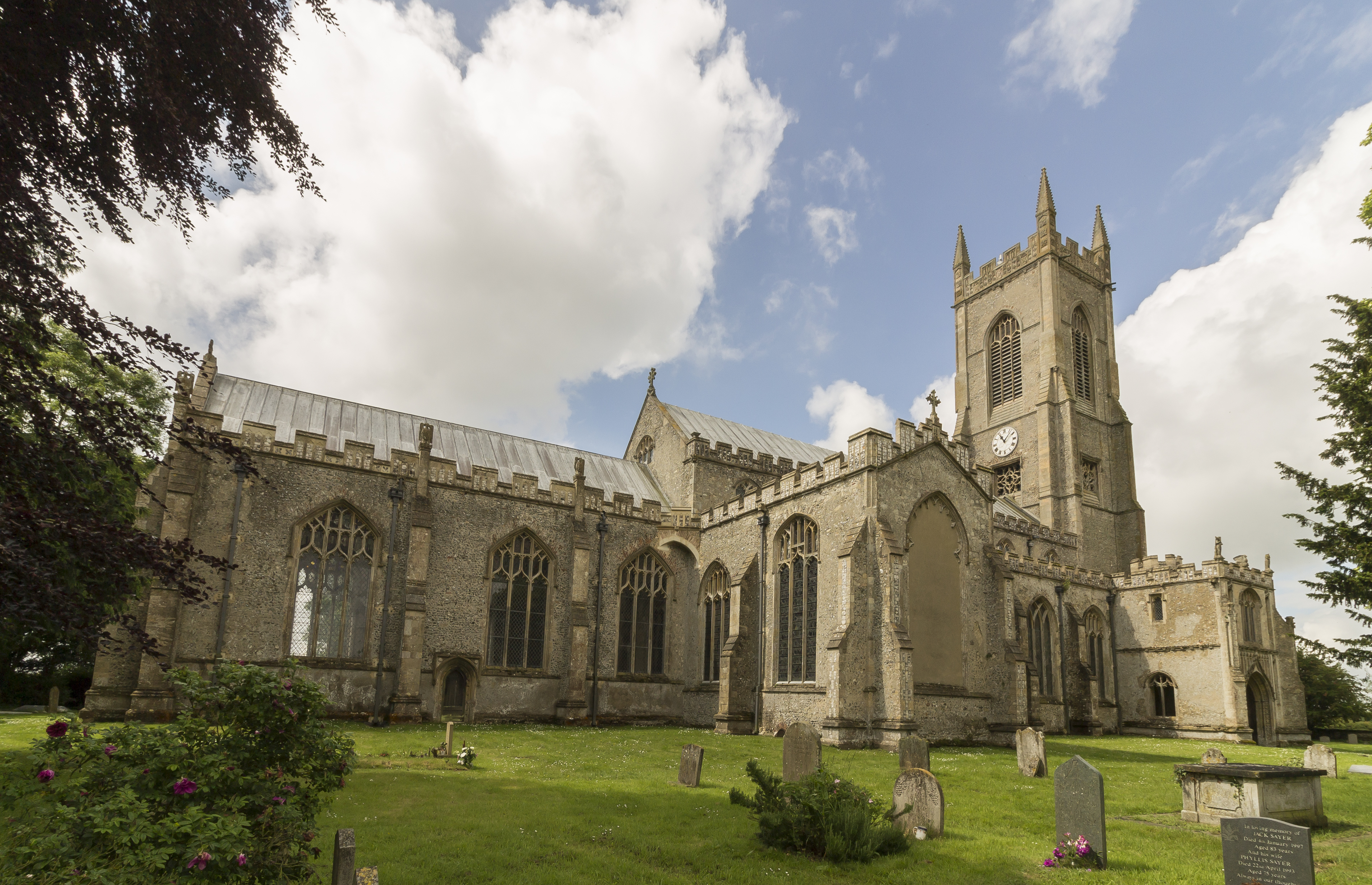
Церковь Святых Петра и Павла в Сол (графство Норфолк), в строительство которой внесло свою долю и семейство Болейнов

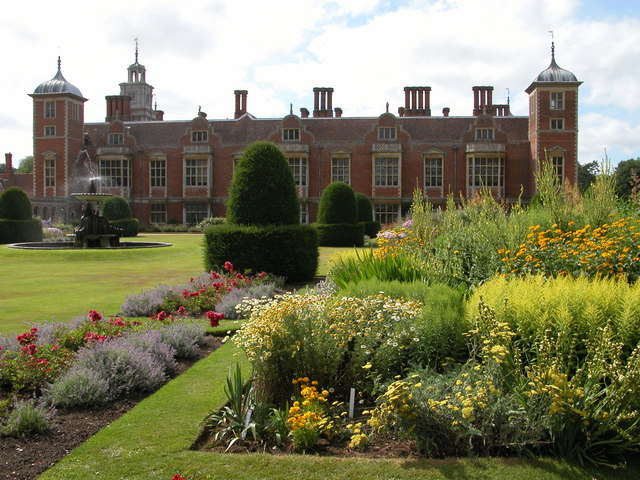
Бликлинг-холл в наши дни

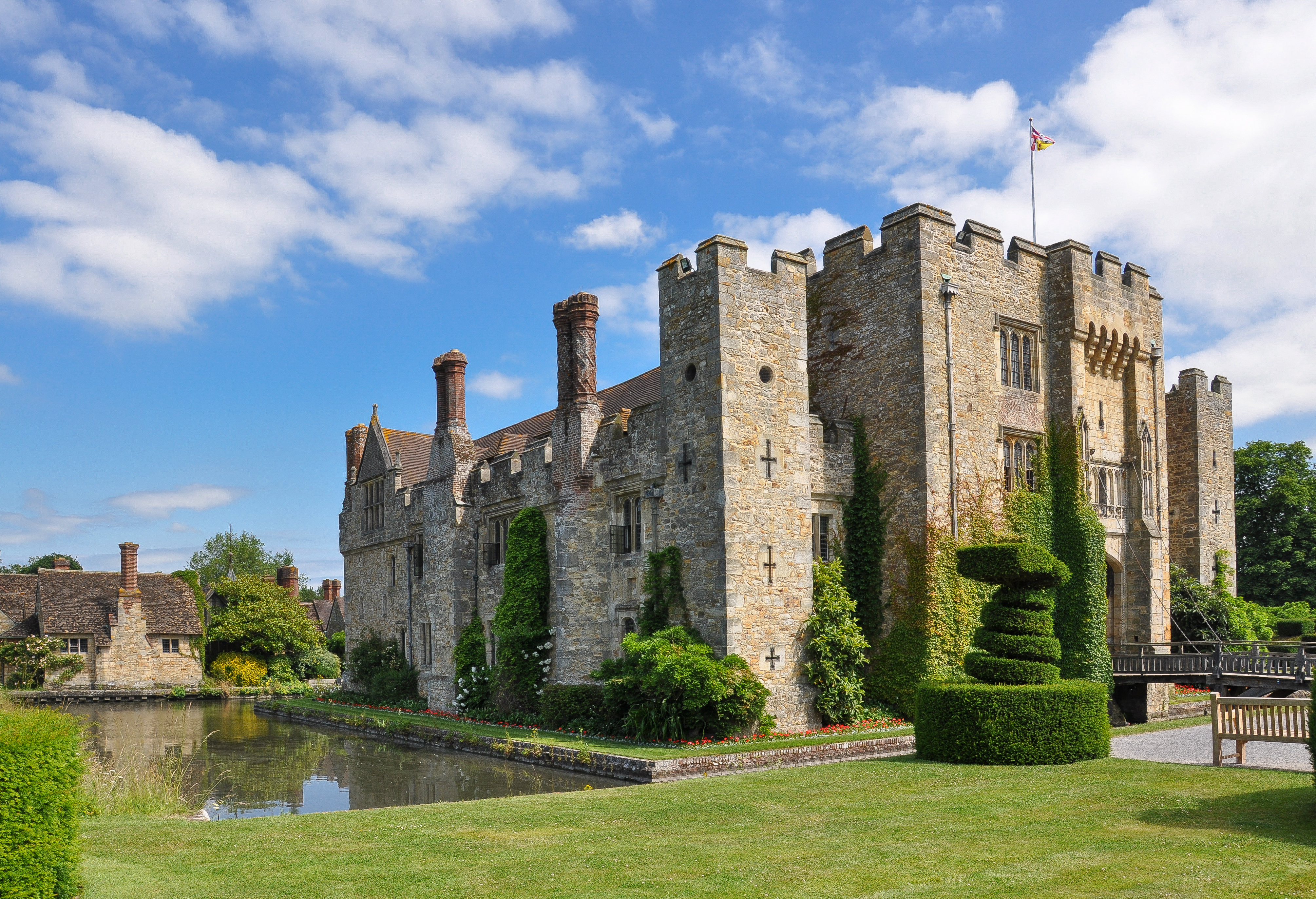
Замок Хивер

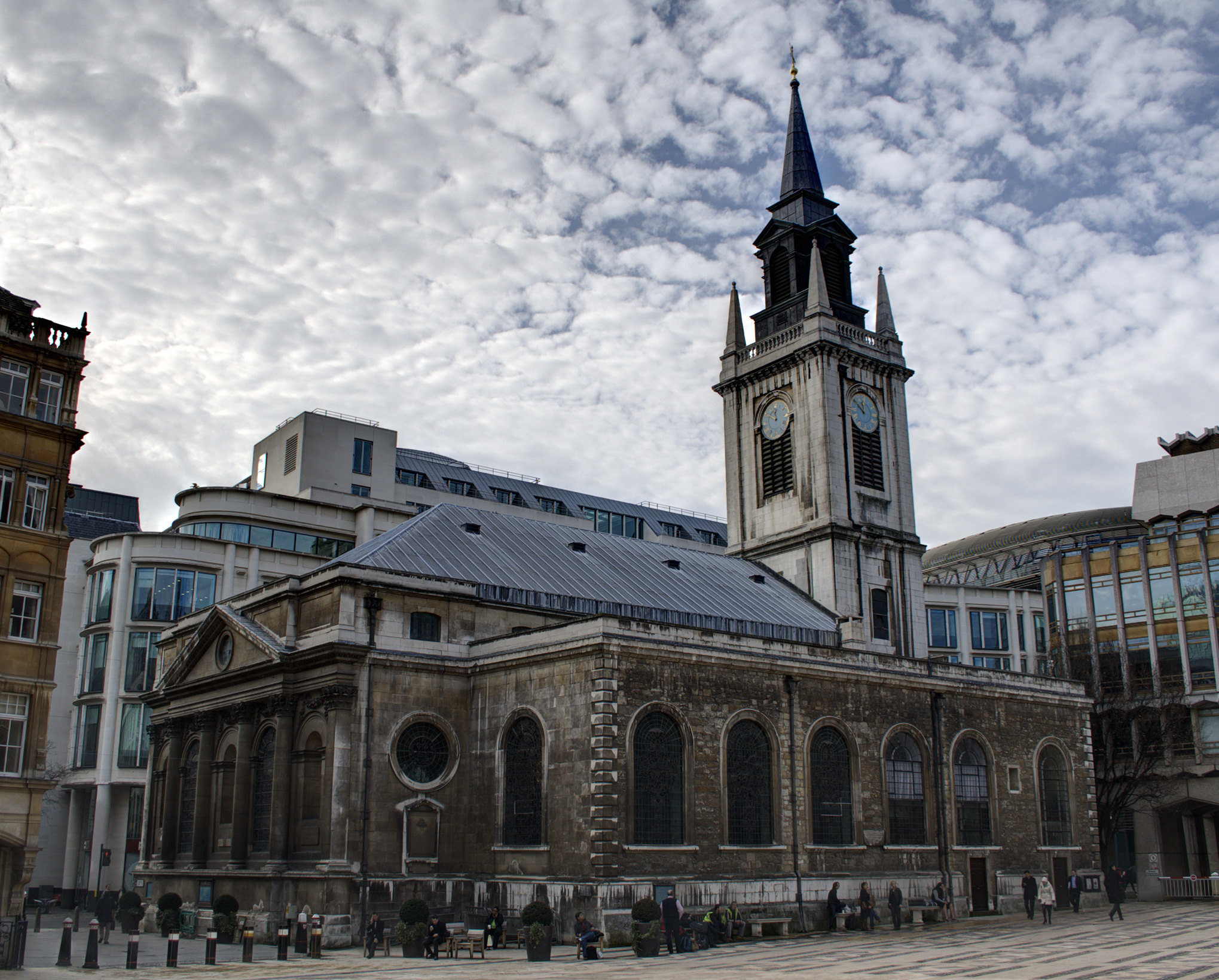
Церковь Святого Лаврентия, место погребения сэра Джеффри Болейна

Джеффри Болейн родился в семье процветающего фермера и землевладельца Джеффри Болейна (ок. 1380—1440) и Элис Брактон. Джеффри Болейн-старший был сыном Томаса Болейна, умершего в 1411 году, и некой Агнес. Отец Джеффри-старшего занимался торговлей шерстью и возделывал принадлежавший ему небольшой надел земли в шесть с половиной акров, который он завещал своему сыну. Жена Джеффри-старшего, Элис, была дочерью и наследницей сэра Джона Брактона из Брактона. Они поженились приблизительно в первые годы XV столетия. Сам Джеффри-старший занимался овцеводством и расширил земельные владения до 30 акров, скупив угодья в Соле и соседних приходах.
В церкви Святых Петра и Павла в Соле, графство Норфолк, на возведение которой Болейны делали щедрые пожертвования, была установлена мемориальная доска, заказанная семейством. На ней изображена чета Болейнов, Джеффри-старший и его жена Элис. Изначально там были и ныне утраченные портреты их детей: пятерых сыновей и четырёх дочерей. Достоверно известны имена только троих из них: двоих сыновей — Томаса и Джеффри-младшего, и одной дочери — Сесилии. Из этих троих детей Томас был старшим, затем — Джеффри, и младшая из них — Сесилия, родившаяся примерно в 1407 или 1408 году. Все трое сохраняли близкие отношения на протяжении всей жизни. В записях, сделанных геральдической инспекцией в Норфолке в 1563 и 1613 годах, содержатся имена ещё двоих сыновей — Уильяма и Джона. Однако подобные записи часто бывали неточными, а поскольку не сохранилось никаких свидетельств о какой-либо деятельности Уильяма и Джона в зрелости, то, вероятно, они могли умереть в младенчестве или в детстве, либо их вовсе не существовало.
Первой женой Джеффри Болейна была некая Диониз (или Дениз). Единственное сохранившееся упоминание о ней есть в завещании Джеффри, в котором он указал, что оставляет 200 марок «какому-нибудь честному и добродетельному священнику», дабы тот молился за упокой его души, а также за души его родителей и жены Дениз. Вероятно, Дениз могла умереть при родах, и, возможно, у них был сын, Дионисий, названный в память о матери. Имя Дионисия Болейна указано вместе с именами Джеффри Болейна, его второй жены Анны Хоо и его брата Томаса Болейна в списках благотворителей, сделавших пожертвования для Куинз-колледжа Кембриджского университета. Однако о самом Дионисии известно крайне мало: он пережил младенческие годы, но умер ещё при жизни отца. Существует также версия, что Дениз была матерью старшего из выживших сыновей Болейна, Томаса, однако тот в своём завещании называет своей матерью вторую жену отца, Анну Хоо, назначив её также одним из душеприказчиков.
Второй раз Джеффри вступил в брак предположительно в 1442—1444 годах, а, возможно, и раньше — в 1437 или 1438 году: его избранницей стала Анна, дочь сэра Томаса Хоо и Элизабет Уичингем. Анна была многообещающей партией для Болейна, семья которого хотя и была состоятельной и зажиточной, однако не относилась к классу джентри. Благодаря собственной успешной карьере в Лондоне и браку с Анной, он закрепил свои позиции в новом социальном статусе и впоследствии получил доступ в круг высшего сословия. Её отец был богатым рыцарем и служил при дворе короля Генриха VI Ланкастера, воевал под его знамёнами во Франции, а в 1448 году был пожалован титулом барона Хоо и Гастингса. Кроме того, единственный сын Томаса Хоо умер ещё при жизни отца, и на момент своей свадьбы Анна была его наследницей. В приданое за ней Болейн получил солидные земельные владения и поместья. Семейная жизнь Джеффри Болейна и Анны Хоо также складывалась благополучно. Они стали родителями по меньшей мере пятерых детей: Томаса, Уильяма, Изабель, Анны и Элис.
Их первенец, Томас, родился приблизительно между 1442 и 1445 годами. Он никогда не был женат, не имел детей и умер в 1471 году. Ему наследовал второй сын Джеффри и Анны, Уильям (1451—1505), женившийся на ирландской аристократке леди Маргарет Батлер, в браке с которой родилось одиннадцать детей. Старшая дочь Болейнов, Изабель (1453—1485), вышла замуж за Уильяма Чейни, эсквайра с острова Шеппи, и родила двоих сыновей — Фрэнсиса и Уильяма. Вторая дочь, Анна (ум. в мае 1510), стала женой сэра Генри Хейдона. Младшая дочь, Элис, вышла замуж за сэра Джона Фортескью.

### Карьера в Лондоне и дальнейшая жизнь
Хотя отец Джеффри был крупным землевладельцем и преуспевающим фермером в Соле, сам он предпочёл иную сферу деятельности и отправился делать карьеру в Лондоне, где в то время процветали ливрейные компании. Джеффри Болейн нажил состояние в лондонском Сити, занимаясь торговлей и став к 1454 году главой Почтенной компании торговцев дорогими тканями, ведущей ливрейной компании в королевстве. Поначалу он был подмастерьем у шляпника и к 1428 году через Компанию шляпников стал «свободным человеком Сити». Но гильдия шляпников была довольно скромным предприятием, и в 1429 году Джеффри подал петицию на вступление в самую крупную, богатую и влиятельную Почтенную компанию торговцев дорогими тканями, в 1435 году став членом этой корпорации. В 1445 году он был назначен одним из смотрителей компании. За период его службы пятеро подмастерьев Джеффри Болейна были приняты в ряды членов Почтенной компании — больше, чем у любого другого сослуживца. В конечном счёте Джеффри сделал запрос на право быть независимым от Почтенной компании, но при этом сохранить за собой членство в гильдии, и то был единственный раз в истории этой корпорации, когда подобное ходатайство было удовлетворено. Он служил шерифом Лондона с 1446 по 1447 годы, выступал в парламенте от Лондона в 1449 году и был олдерменом Сити с 1452 года (эту должность он занимал в течение одиннадцати лет). Ещё до 1461 года он был посвящён в рыцари королём Генрихом VI Ланкастером. В 1457 году он был избран лорд-мэром столицы. Пребывая на этом посту, он имел право заседать в королевском совете, а также участвовать в различных церемониалах, банкетах и процессиях.
Стремясь упрочить свой новый статус в обществе, Джеффри Болейн начал инвестировать своё состояние в недвижимость, скупая земли в Кенте и Норфолке, где его соседями были влиятельные и богатые семейства Пастонов, баронов Морли и Говардов, а также семьи, с которыми впоследствии установились родственные связи — Калторпы, Шелтоны и Клеры. К тому времени он уже был весьма богатым человеком, к примеру, в 1451 году он и четверо его компаньонов ссудили королю Генриху VI более тысячи фунтов на ведение войны во Франции. В 1462 году Джеффри приобрёл поместья Хивер Кобэм и Хивер Брокейс в Кенте у Уильяма Файнса, лорда Сэя и Сила, а также замок Хивер XIII века у сэра Томаса Кобэма. Ещё раньше, в 1452 году он начал переговоры о покупке особняка Бликлинг в Норфолке у своего друга и покровителя, сэра Джона Фастолфа, с целью обустроить это владение как родовое поместье для последующих поколений Болейнов. Купленный особняк был почти полностью перестроен, а в примыкающей к нему церкви также была возведена часовня Св. Фомы, украшенная витражами, на которых фамильный герб Болейна объединён с гербом его жены Анны Хоо.
Последующие годы Джеффри разделял своё время между Лондоном, где была сосредоточена его деловая и политическая активность, и норфолкскими владениями. Немалое внимание уделялось и благотворительности. Он делал щедрые пожертвования на нужды тюрем, больниц и лепрозориев, а кроме того выделил тысячу фунтов бедным квартиросъёмщикам в Лондоне и ещё двести фунтов — в Норфолке.
Джеффри Болейн умер в 1463 году в Лондоне. Незадолго до смерти, 14 июня 1463 года, он составил подробное завещание с детальными указаниями относительно его похорон, распределения имущества и пожертвований. Часть денег отошла церквям в Бликлинге и Лондоне. Были также оставлены средства на провизию для лондонских заключённых и финансовую помощь для больниц, лепрозориев, монахов из нищенствующих орденов и женщин из богадельни при госпитале Святой Екатерины близ Тауэра. Кроме того, он основал фонд для домовладельцев из Бликлинга и ещё нескольких приходов, потерявших имущество из-за пожаров или наводнений. То, что оставалось после вышеуказанного распределения, следовало использовать на нужды бедняков, строительство школ для детей, устройство свадеб для бедных девушек и на «другие подобные милосердные и благочестивые деяния» по усмотрению его душеприказчиков. Основными душеприказчиками он назначил своего брата Томаса и свою жену Анну Хоо, и хотя он не включил Анну в число опекунов их детей, тем не менее сохранил за ней право контролировать их будущее. Также ей была оставлена значительная часть всего личного движимого имущества, драгоценностей и серебряной посуды.
Он был похоронен в церкви Св. Лаврентия близ Гилдхолла, резиденции лорд-мэра, в Лондоне. Его наследник, Томас Болейн из Сола, не отличался крепким здоровьем и скончался в апреле 1471 года. В своём завещании он попросил похоронить его рядом с отцом, что и было исполнено. Всё состояние и недвижимость семьи Болейн перешли ко второму сыну Джеффри, Уильяму Болейну. Вдова Джеффри, Анна Хоо, занималась воспитанием детей и управлением семейными владениями. Она умерла в 1485 году в Норфолке и была погребена в Нориджском соборе.